# Dallas Mavericks 2008-2009
La stagione 2008-2009 dei Dallas Mavericks fu la 29ª nella NBA per la franchigia.
I Dallas Mavericks arrivarono terzi nella Southwest Division della Western Conference con un record di 50-32. Nei play-off vinsero il primo turno con i San Antonio Spurs (4-1), perdendo poi la semifinale di conference con i Denver Nuggets (4-1).

## Risultati
| Squadra             | V  | P  | %    | GB |
| ------------------- | -- | -- | ---- | -- |
| San Antonio Spurs   | 54 | 28 | 65,9 | -  |
| Houston Rockets     | 53 | 29 | 64,6 | 1  |
| Dallas Mavericks    | 50 | 32 | 61,0 | 4  |
| New Orleans Hornets | 49 | 33 | 59,8 | 5  |
| Memphis Grizzlies   | 24 | 58 | 29,3 | 30 |

## Roster
| N° | Naz.                   | Ruolo | Sportivo         | Anno | Alt. | Peso |
| -- | ---------------------- | ----- | ---------------- | ---- | ---- | ---- |
| 1  | Stati Uniti (bandiera) | C     | Ryan Hollins     | 1984 | 213  | 104  |
| 2  | Stati Uniti (bandiera) | G     | Jason Kidd       | 1973 | 193  | 93   |
| 4  | Stati Uniti (bandiera) | A     | Shawne Williams  | 1986 | 206  | 102  |
| 5  | Stati Uniti (bandiera) | GA    | Josh Howard      | 1980 | 201  | 95   |
| 7  | Senegal (bandiera)     | C     | DeSagana Diop    | 1982 | 213  | 136  |
| 8  | Stati Uniti (bandiera) | A     | Gerald Green     | 1986 | 203  | 91   |
| 11 | Porto Rico (bandiera)  | G     | José Barea       | 1984 | 183  | 79   |
| 13 | Stati Uniti (bandiera) | G     | Matt Carroll     | 1980 | 198  | 96   |
| 21 | Stati Uniti (bandiera) | GA    | Antoine Wright   | 1984 | 201  | 95   |
| 25 | Stati Uniti (bandiera) | C     | Erick Dampier    | 1975 | 211  | 120  |
| 31 | Stati Uniti (bandiera) | G     | Jason Terry      | 1977 | 188  | 80   |
| 32 | Stati Uniti (bandiera) | A     | Brandon Bass     | 1985 | 203  | 109  |
| 33 | Stati Uniti (bandiera) | GA    | James Singleton  | 1981 | 203  | 98   |
| 40 | Stati Uniti (bandiera) | GA    | Devean George    | 1977 | 203  | 91   |
| 41 | Germania (bandiera)    | A     | Dirk Nowitzki    | 1978 | 213  | 108  |
| 42 | Stati Uniti (bandiera) | AC    | Jerry Stackhouse | 1974 | 198  | 99   |

## Staff tecnico
- Allenatore: Rick Carlisle
- Vice-allenatori: Terry Stotts, Dwane Casey, Tom Sterner, Mario Elie, Popeye Jones, Darrell Armstrong (dal 27 gennaio)
- Vice-allenatore per lo sviluppo dei giocatori: Brad Davis
- Preparatore fisico: Robert Hackett
- Preparatori atletici: Casey Smith, Dionne Calhoun